# Boris Jurjewitsch Christoforow
Boris Jurjewitsch Christoforow (russisch Борис Юрьевич Христофоров; * 1. Juni 1931 in Wladikawkas, Sowjetunion; † 22. August 2020 in Moskau) war ein Sowjetbürger, der als Darsteller einer der Titelfiguren des Films Tibul besiegt die Dickwänste bekannt wurde.

## Biografie
Christoforow wurde im Kaukasus geboren, verbrachte aber annähernd sein ganzes Leben in Moskau. 1966 spielte er im Märchenfilm Tibul besiegt die Dickwänste einen der drei fettleibigen Machthaber. Wie auch seine Kollegen Sergei Kulagin und Jewgeni Morgunow nahm er vor den Dreharbeiten absichtlich an Gewicht zu, musste vor der Kamera aber dennoch einen Fettanzug tragen.
Danach war Christoforow nur noch in Hochzeit in Malinowka (1967) zu sehen, wurde aber nicht in den Credits genannt. Anschließend zog er sich aus der Öffentlichkeit zurück.
Christoforow lebte zuletzt in der Большaя Пионерскaя улицa (Bolschaja Pionerskaja uliza, dt.: Große Pionierstraße) in Moskau. Er starb 89-jährig als letzter der drei Dickwänste aus dem Film.

## Filmografie
- 1966: Tibul besiegt die Dickwänste (Tri tolstjaka)
- 1967: Hochzeit in Malinowka (Swadba w Malinowke)